# Cự đà lam
Cyclura lewisi (Cự đà lam) là một loài thằn lằn trong chi Cyclura đặc hữu của đảo Grand Cayman. Trước đây loài này là một phân loài của Cự đà Cuba, nó đã được tách thành một loài riêng biệt năm 2004 do khác biệt về gen đã được phát hiện 4 năm trước đó. Kỳ nhông lam là một trong những loài thằn lằn sống lâu nhất (có thể lên đến 69 năm).

## Hình ảnh

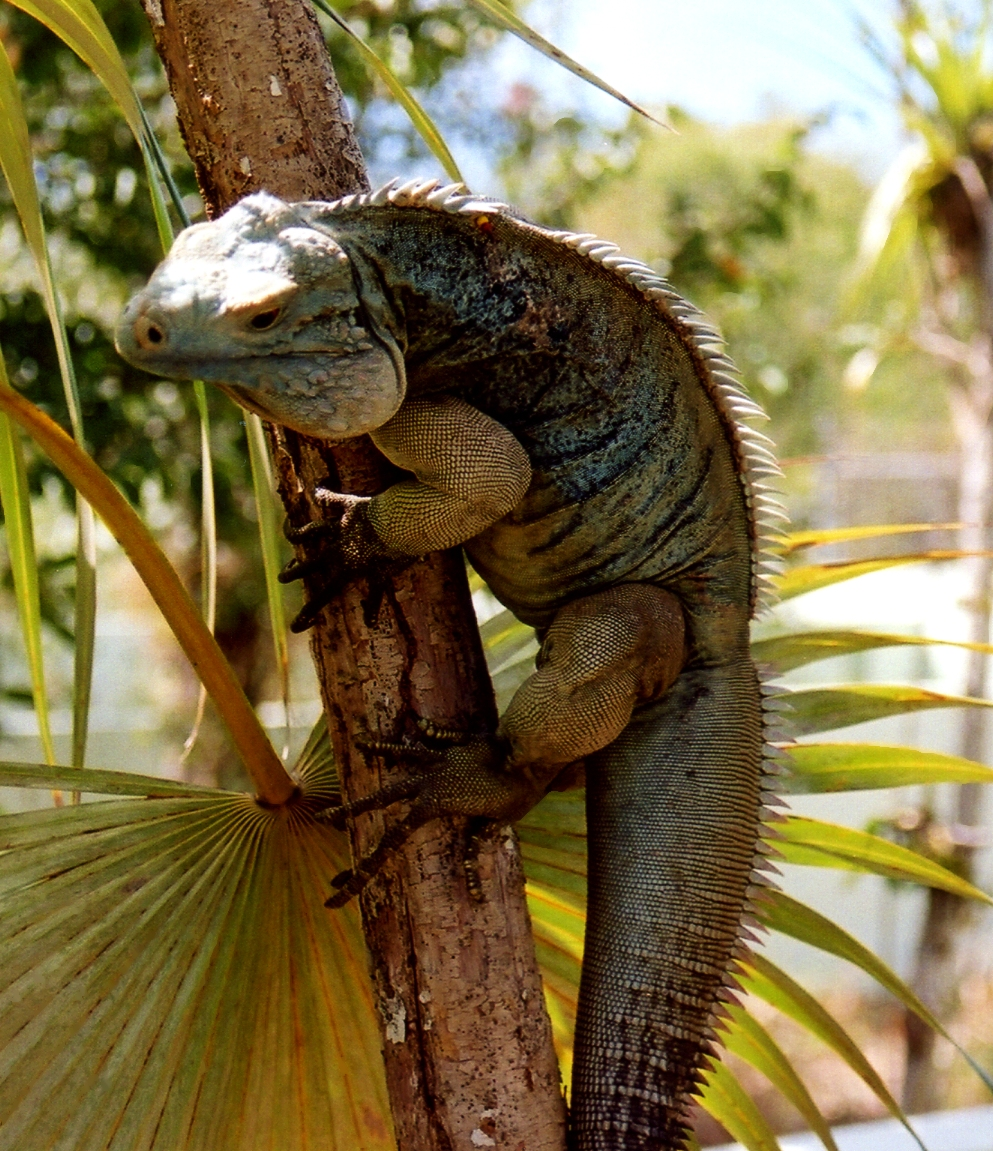
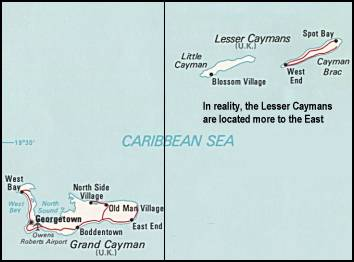
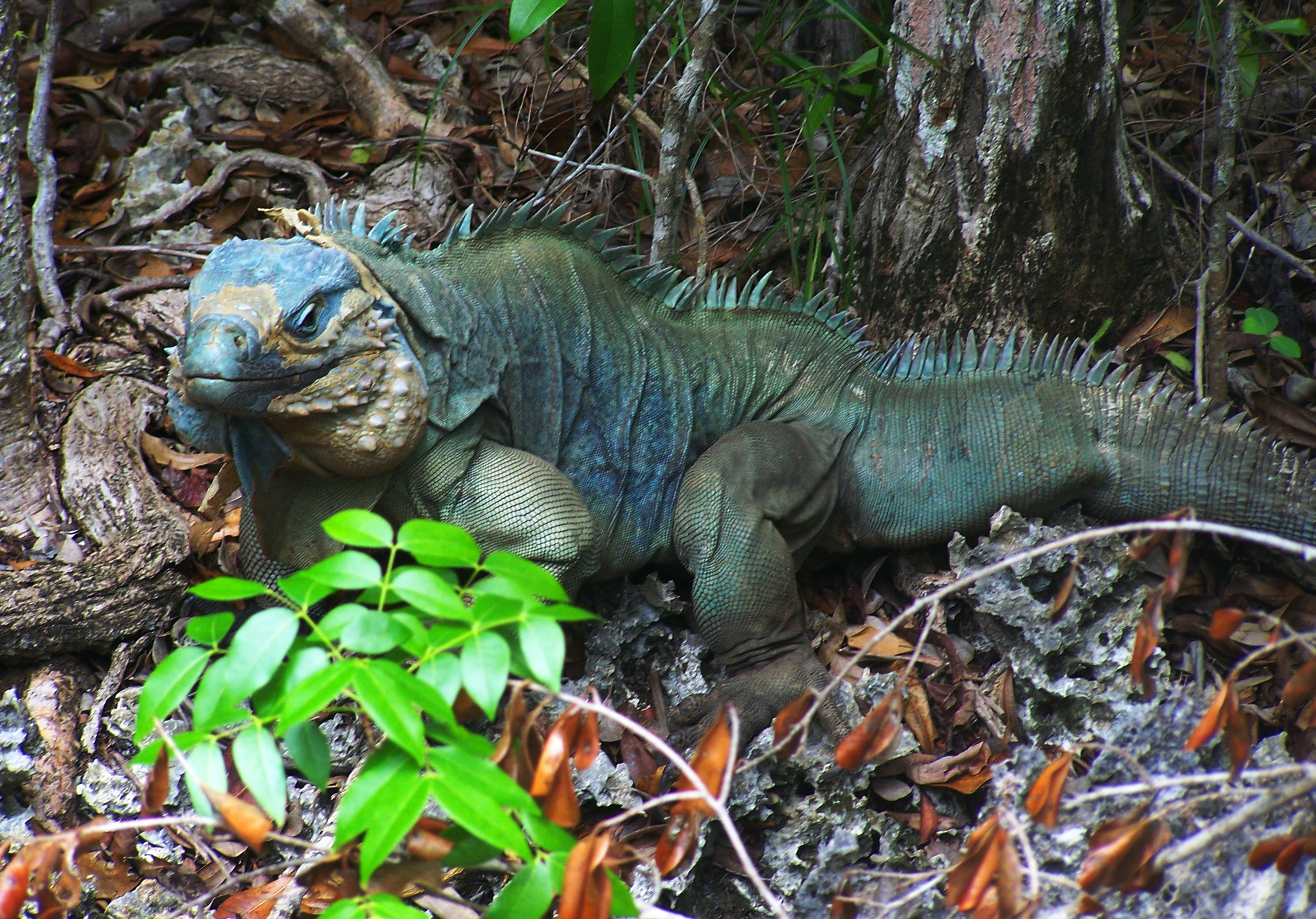
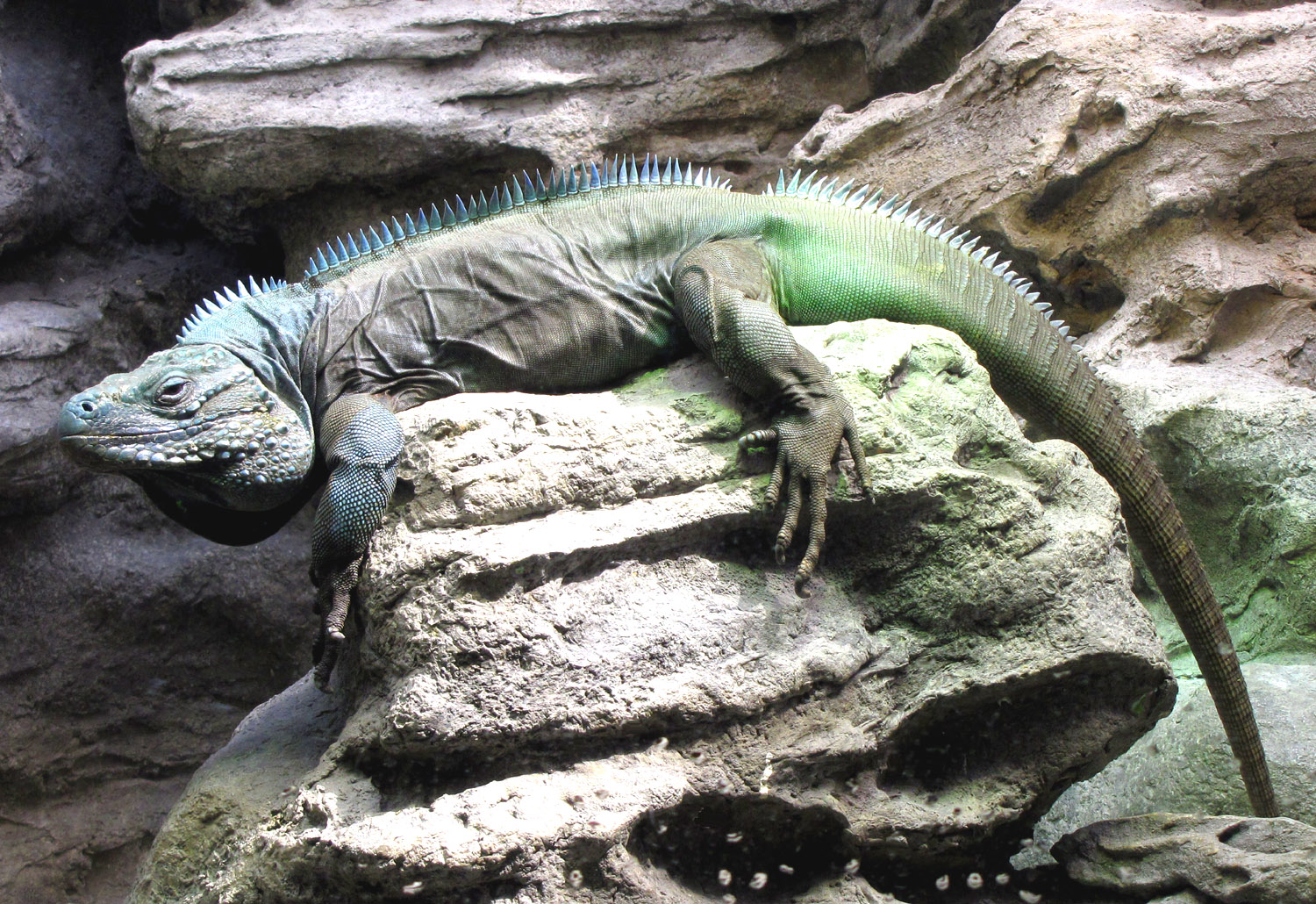
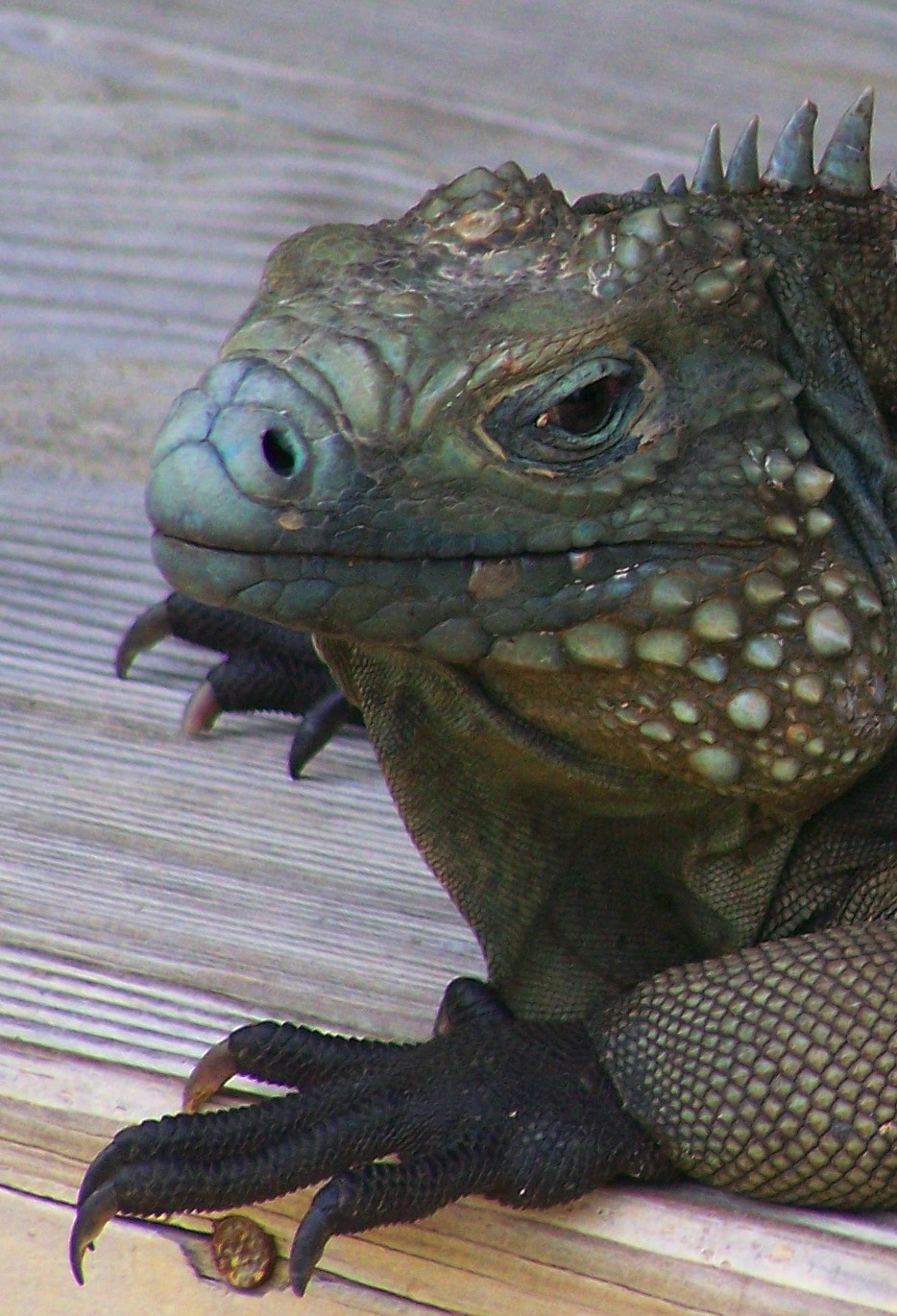
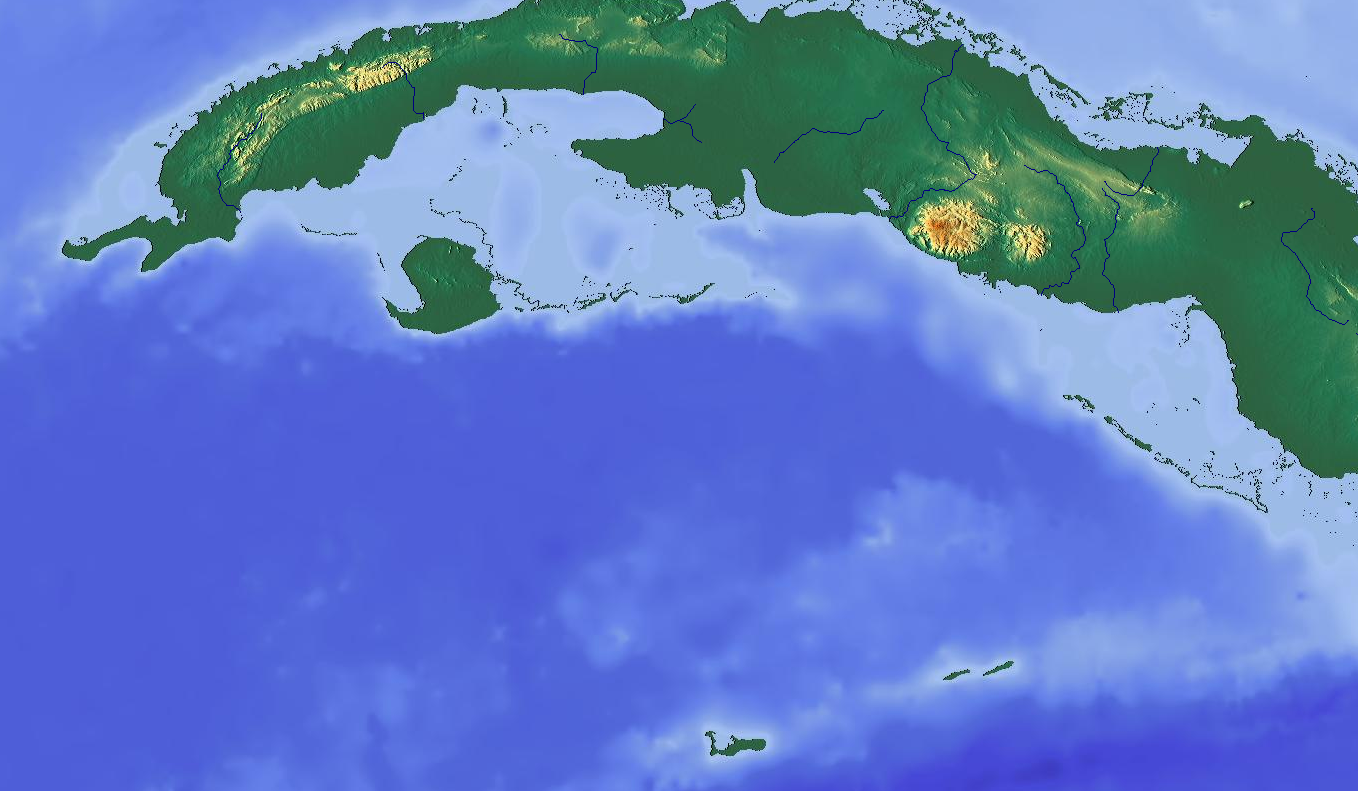